# Anastasija Bryzgałowa
Anastasija Konstantinowna Bryzgałowa (ros. Анастасия Константиновна Брызгалова) (ur. 13 grudnia 1992 w Petersburgu) – rosyjska curlerka, mistrzyni świata mikstów i par mieszanych, uczestniczka igrzysk olimpijskich 2018.

## Biografia
Anastasija Bryzgałowa urodziła się 13 grudnia 1992 w Sankt Petersburgu. Curling zaczęła uprawiać w 2009, w wieku 17 lat. Bryzgałowa zamężna jest z curlerem Aleksandrem Kruszelnickim, który jest jej partnerem na zawodach par mieszanych.
Jest studentką Petersburskiego Państwowego Uniwersytetu Transportu im. Cesarza Aleksandra I. Studiowała również na Narodowym Uniwersytecie Wychowania Fizycznego, Sportu i Zdrowia im. P. Lesgafta.
Na igrzyskach w Pjongczangu (2018) startowała jako reprezentantka ekipy sportowców olimpijskich z Rosji w turnieju par mieszanych, na którym zdobyła brązowy medal. Jednak w związku z wykryciem u jej partnera Aleksandra Kruszelnickiego meldonium, które znajduje się na liście zakazanych leków antydopingowych, Bryzgałowa wraz z mężem stracili medale.